# Papilio dravidarum
Papilio dravidarum är en fjärilsart som beskrevs av Wood-mason 1880. Papilio dravidarum ingår i släktet Papilio och familjen riddarfjärilar. Inga underarter finns listade i Catalogue of Life.

## Bildgalleri

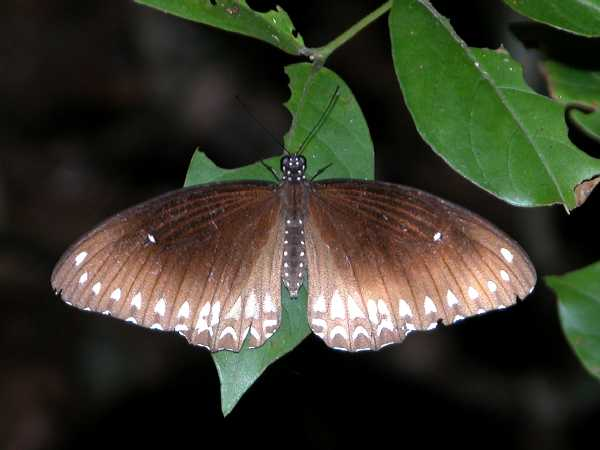
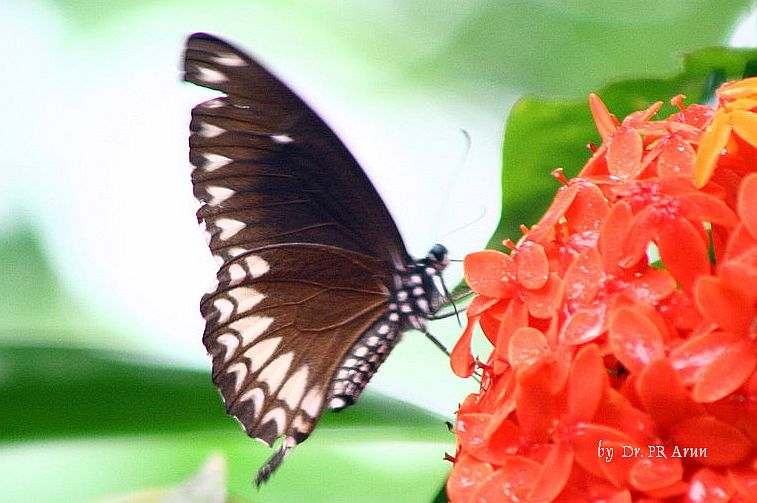